# اکسپت (آلبوم)
اکسپت (به انگلیسی: Accept) عنوان نخستین آلبوم استودیویی گروه هوی متال آلمانی اکسپت است که در ژانویه ۱۹۷۹ با همکاری شرکت نشر برین رکوردز منتشر شد. فرانک فردریش در هنگام ضبط آلبوم وظیفه نوازندگی درامز را بر عهده داشت ولی حضور او در اکسپت ادامه نیافت و اشتفان کافمن جای وی را گرفت.
ولف هافمن نوازنده گیتار گروه بعدها اظهار می‌دارد که ترانه‌های این آلبوم همگی ترانه‌هایی بودند که گروه زمانی که هنوز تصمیم به شکل‌گیری نکرده بود توسط اعضا اجرا می‌شدند، همچنین او بیان می‌کند که نزدیک ۳۰۰۰ کپی از این آلبوم به فروش رسیده است.

## فهرست آهنگ‌ها
| شماره | نام آهنگدلت             |      |
| ----- | ----------------------- | ---- |
| ۱مریم | «بانو لو»               | ۳:۰۴ |
| ۲     | «خسته از من»            | ۳:۱۲ |
| ۳     | «نسیم‌های دریا»          | ۴:۲۹ |
| ۴     | «او را در قلب من دریاب» | ۳:۱۰ |
| ۵     | «آواهای جنگ»            | ۴:۳۸ |
| ۶     | «آزادم کن اکنون»        | ۳:۰۰ |
| ۷     | «سرمست از تنهایی»       | ۵:۱۴ |
| ۸     | «آن راک ان رول است»     | ۲:۴۳ |
| ۹     | «راننده دوزخ»           | ۲:۴۲ |
| ۱۰    | «مبارز خیابانی»         | ۳:۲۹ |

## اعضای گروه
- یودی‌او درک‌اشنایدر - خواننده
- ولف هافمن - گیتار
- یورگ فیشر - گیتار
- پیتر بالتس - گیتار باس، خوانندگی برای قطعه‌های «نسیم‌های دریا» و «آواهای جنگ»
- فرانک فردریش - درامز